# 六曲河镇
六曲河镇，是中华人民共和国贵州省毕节市赫章县下辖的一个乡镇级行政单位。

## 行政区划
六曲河镇下辖以下地区：
老场坝村、永兴村、河边村、大田村、碾房村、民祥村、家竹村、草塘村、岔沟村、新店村、川洞村、乌鸦村、板房村、燕子村、江子村、火卡村、海眉村、化眉村和院子村。